# 植物园站 (成都市)
 植物园站位于成都市金牛区天回镇街道蓉都大道天回路，是成都地铁3号线2期北段的一个车站，于2018年12月26日启用，因邻近成都植物园而得名。

## 车站构造
本站是路侧地上二层高架侧式车站，也是3号线2期北段第1个高架车站。

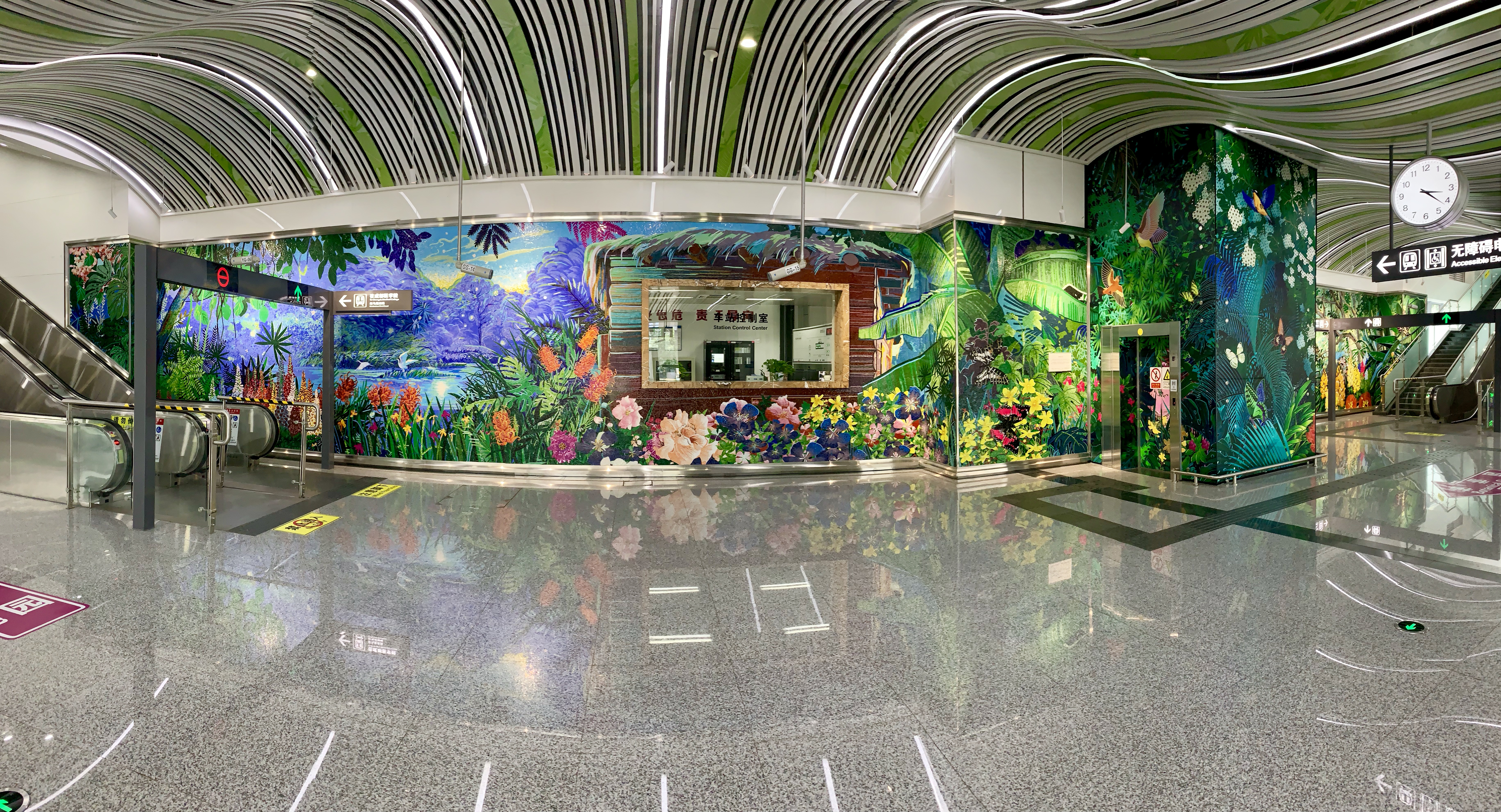
站厅层艺术墙

| 地上 二层 | 侧式站台，右边车门将会开启              | 侧式站台，右边车门将会开启   | 侧式站台，右边车门将会开启 |
| 地上 二层 | 3号线列车往成都医学院方向（金华寺东路） |                              |                            |
| 地上 二层 | 3号线列车往双流西站方向 （军区总医院）  |                              |                            |
| 地上 二层 | 侧式站台，右边车门将会开启              |                              |                            |
| 地上 一层 | 站厅层                                  | 出入口、自动售票机、车站商店 |                            |

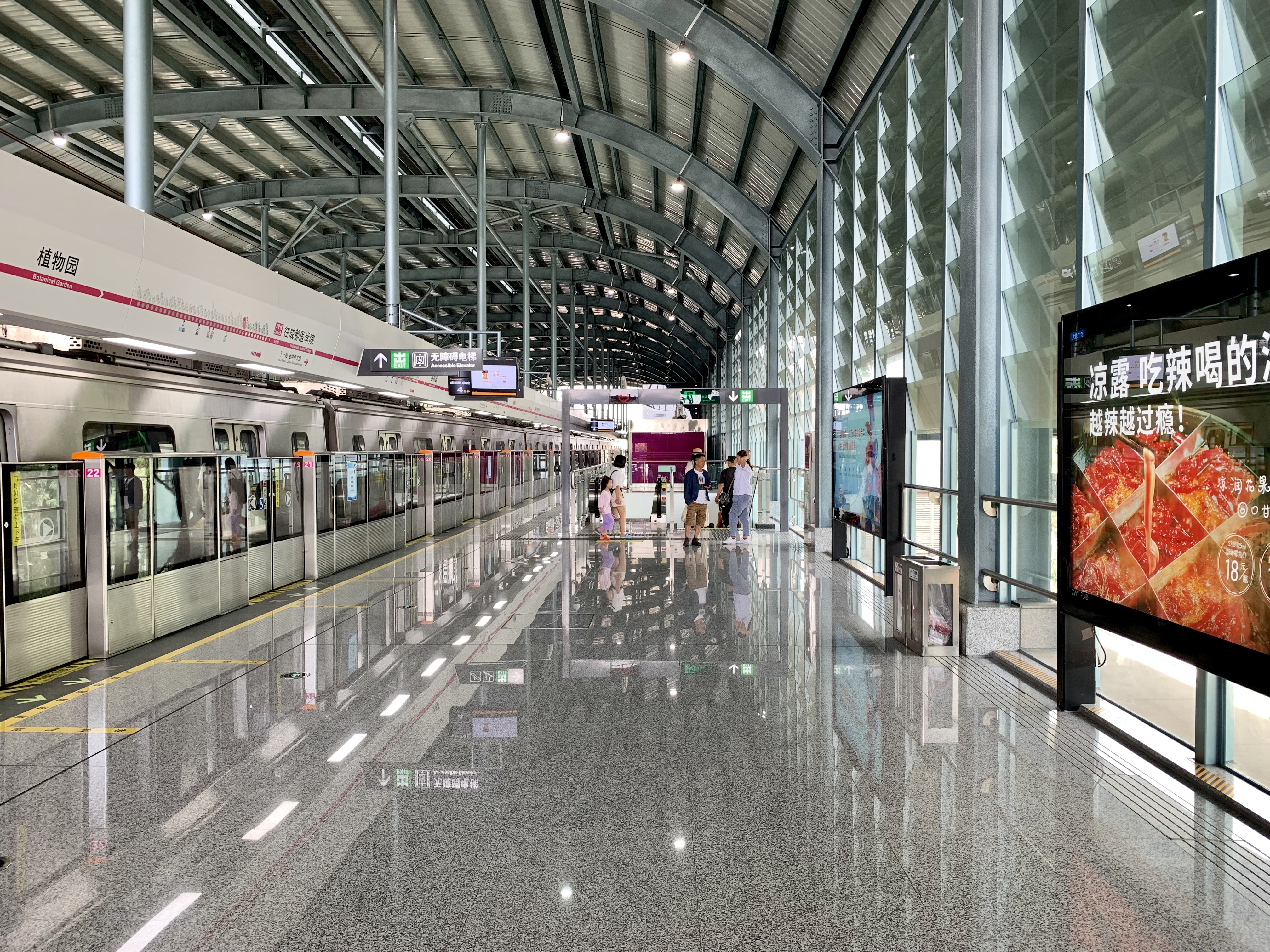
站台层
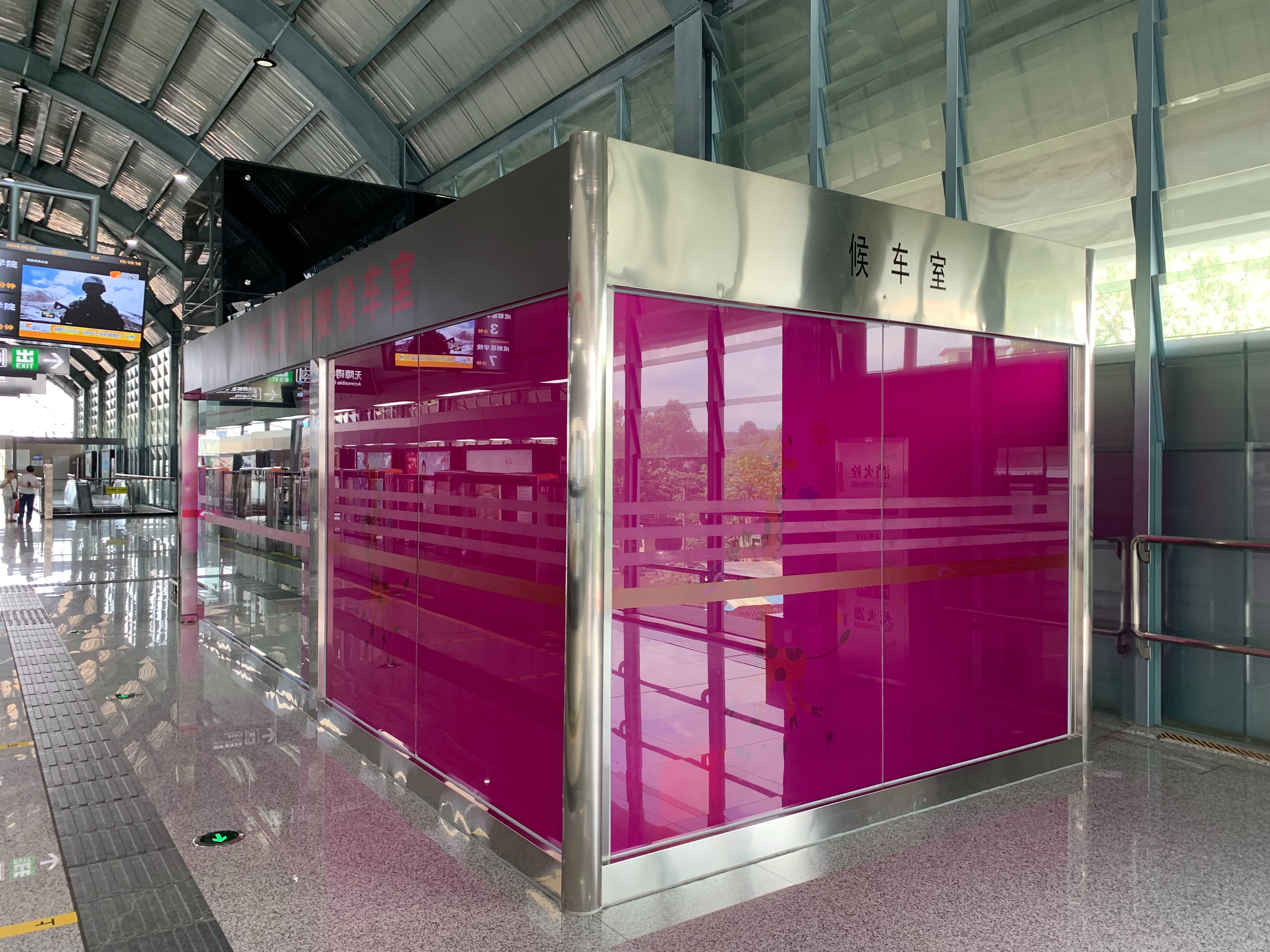
站台封闭候车室
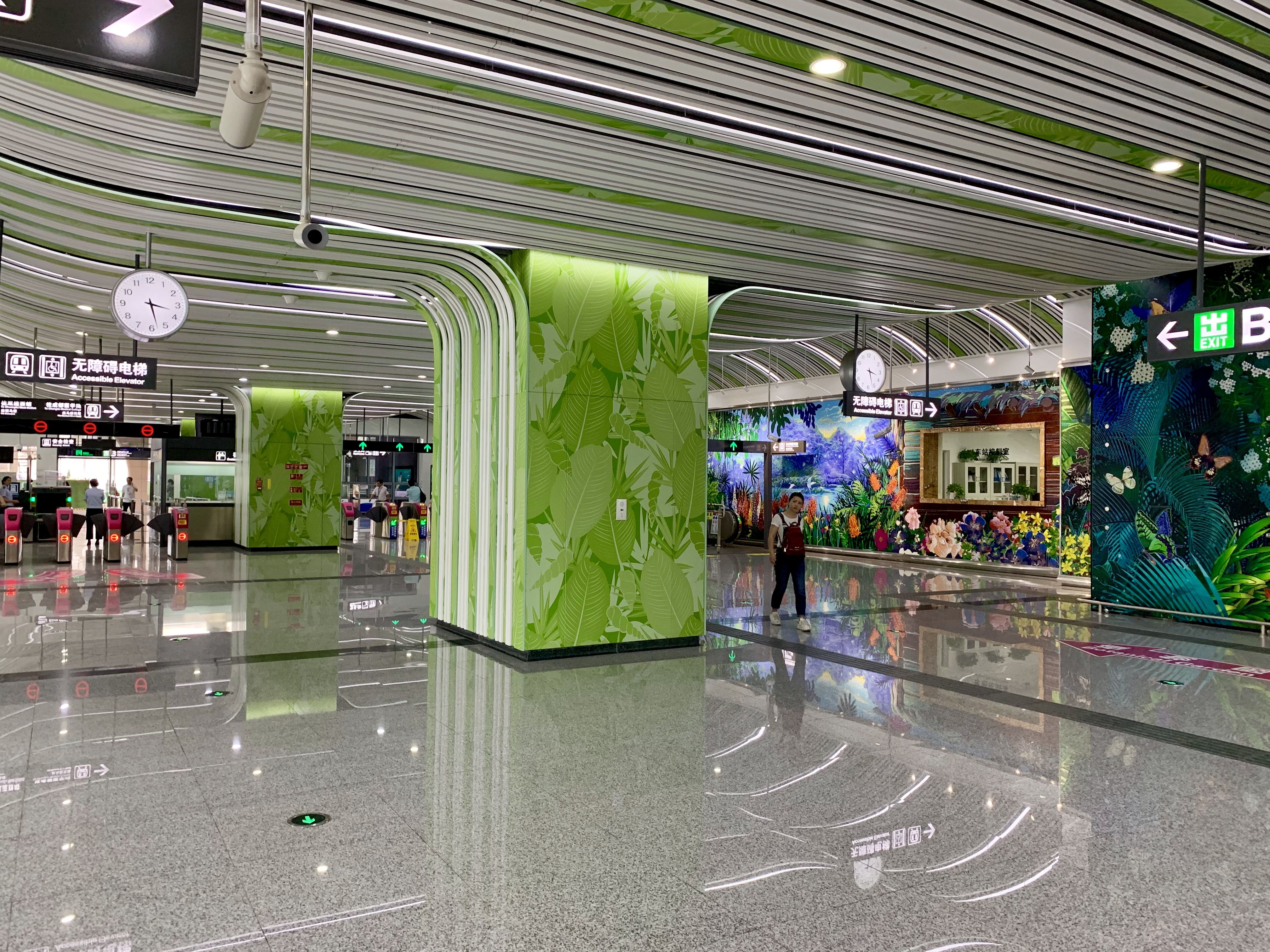
站厅层

## 出入口信息
本站目前开放2个出入口。
| 出口编号 | 设施         | 地点           | 可到达目的地       | 照片 |
| -------- | ------------ | -------------- | ------------------ | ---- |
|          |              |                |                    |      |
|          |              | 蓉都大道天回路 | 天回社区、银杏园路 |      |
| 出口 · B | 无障碍卫生间 | 蓉都大道天回路 | 成都植物园         |      |

## 接驳交通

### 公交
- 地铁植物园站：X05路
- 川陕路北站：254、650A、653、G95路
- 植物园站：143、254、650A、653、G95、X05路

## 周边
- 成都植物园
- 成都市金牛区育才医院